# Universidade Lusófona
A Universidade Lusófona (abreviado ULusófona) é uma instituição universitária privada portuguesa, fundada em 1987 na cidade de Lisboa (Portugal), reconhecida pelo decreto-lei 92/98, (de 14 de abril).

## Localização
A universidade está situada no extremo norte da freguesia de Campo Grande, freguesia de Alvalade, na proximidade da Biblioteca Nacional, de museus (como o Museu Rafael Bordalo Pinheiro) e do Jardim do Campo Grande.

## Equipamentos
Possui a Biblioteca Victor de Sá e o campus tem vários edifícios destinados ao ensino. E um laboratório de engenharia civil com equipamentos experimentais nas áreas dos materiais de construção, mecânica dos solos e estruturas. 

## Departamentos

### Faculdades e escolas

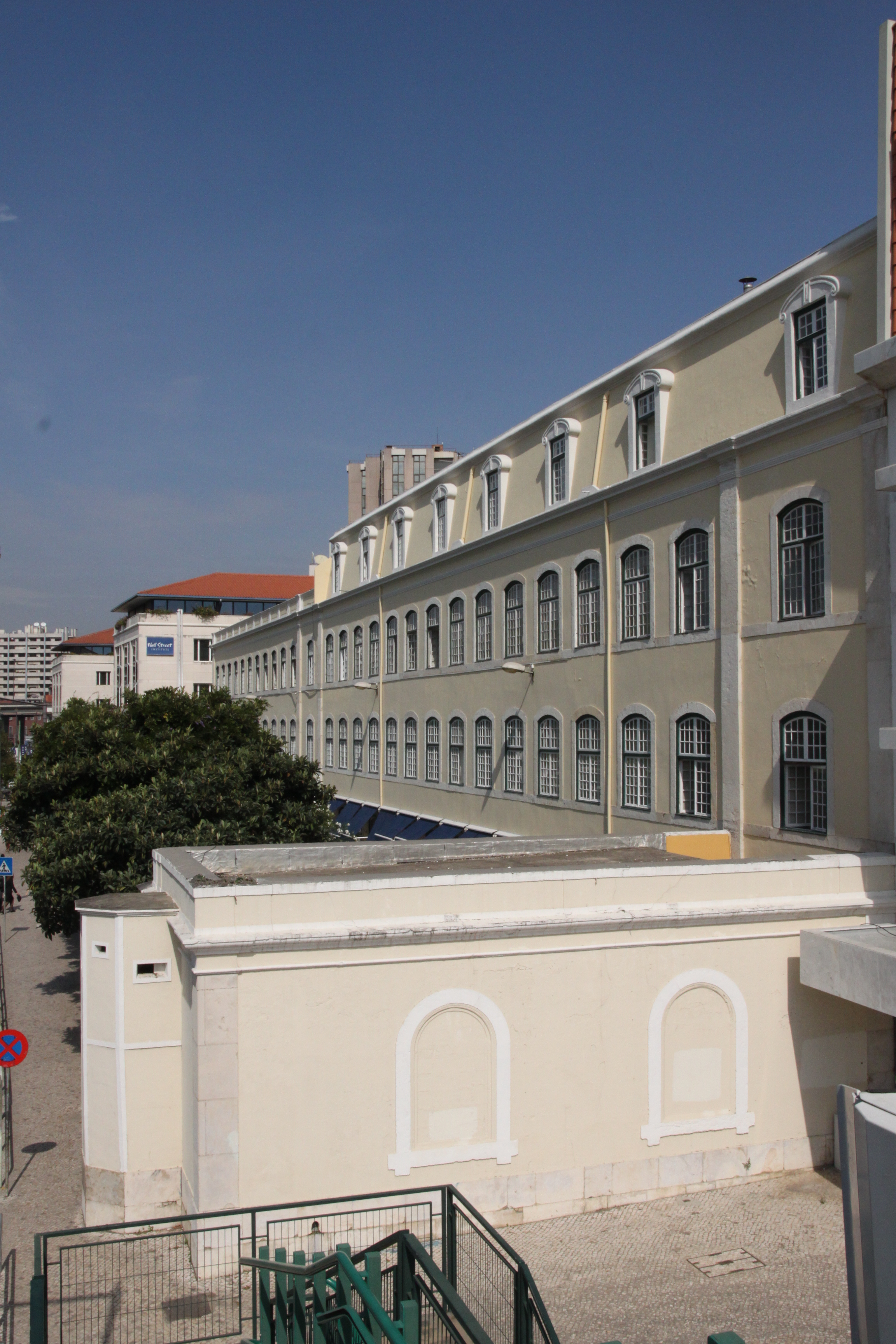
Universidade Lusófona

- Escola de Ciências e Tecnologias da Saúde
- Escola de Ciências Económicas e das Organizações
- Escola de Comunicação, Arquitetura, Artes e Tecnologias da Informação
- Escola de Psicologia e Ciências da Vida
- Faculdade de Ciências Sociais, Educação e Administração
- Faculdade de Direito
- Faculdade de Educação Física e Desporto
- Faculdade de Engenharia
- Faculdade de Medicina Veterinária

### Investigação
- CeiED - Centro de Estudos Interdisciplinares em Educação e Desenvolvimento
- COPELABS - Associação para a Investigação e Desenvolvimento em Cognição e Computação Centrada nas Pessoas
- CBIOS - Centro de Investigação em Biociências e Tecnologias da Saúde
- CPES – Centro de Pesquisa em Estudos Sociais
- CICPRIS – Centro de Investigação em Ciência Política, Relações Internacionais e Segurança
- LABART – Laboratório e Centro de estudos de Arquitectura
- DREAMS – Centre for interdisciplinary development and research on environment, applied management and space
- CIC-Digital - Centro de Investigação em Comunicação, Informação e Cultura Digital

Na área da engenharia civil, a investigação está assente em três linhas de investigação: monitorização e conservação de infraestruturas; materiais de pavimentação para infraestruturas de transporte; gestão avançada da construção.

## Caso Miguel Relvas
A Universidade Lusófona, esteve envolvida num escândalo político, quando foi posto a público o facto do então ministro-adjunto e dos Assuntos Parlamentares Miguel Relvas ter obtido uma licenciatura de 36 cadeiras distribuídas por três anos, tendo feito apenas algumas cadeiras em apenas um ano. As outras cadeiras terão sido obtidas através de equivalências ao abrigo do processo de Bolonha, segundo o qual, as universidades têm autonomia para atribuir as referidas equivalências.
Em junho de 2013, o Ministério Público instaurou um processo no Tribunal Administrativo de Lisboa contra a Universidade Lusófona, por causa de ilegalidades encontradas na referida licenciatura. Segundo um relatório entregue ao ministro da Educação, existe "prova documental de que uma classificação de um aluno não resultou, como devia, da realização de exame escrito". Miguel Relvas terá feito a cadeira de "Introdução ao Pensamento Contemporâneo", com apenas uma "discussão oral de sete artigos de jornal" de sua autoria, apesar de o regulamento interno da universidade exigir um exame escrito.